# Talarn
Talarn è un comune spagnolo di 336 abitanti situato nella comunità autonoma della Catalogna.

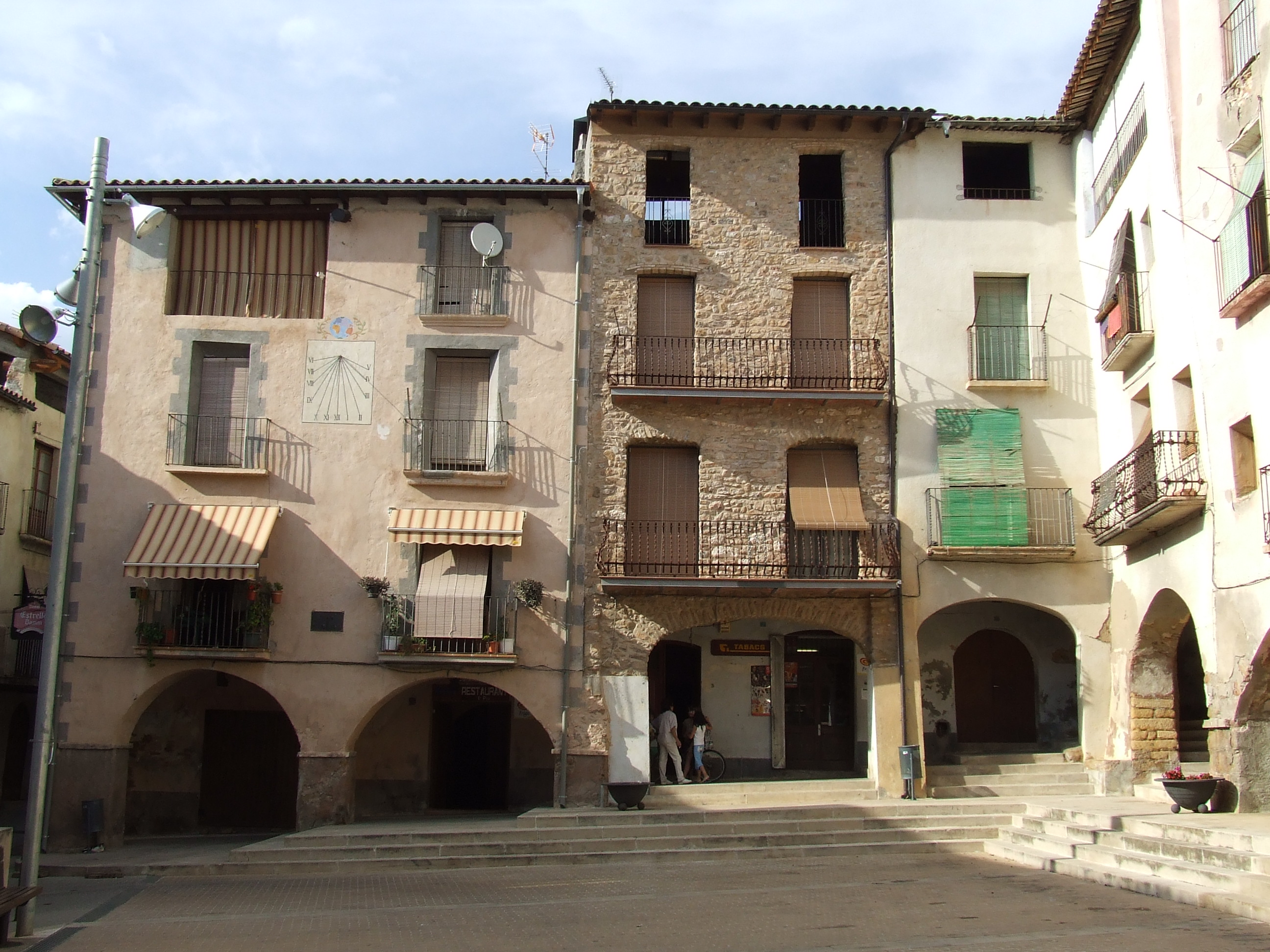
Plaça Major, Talarn

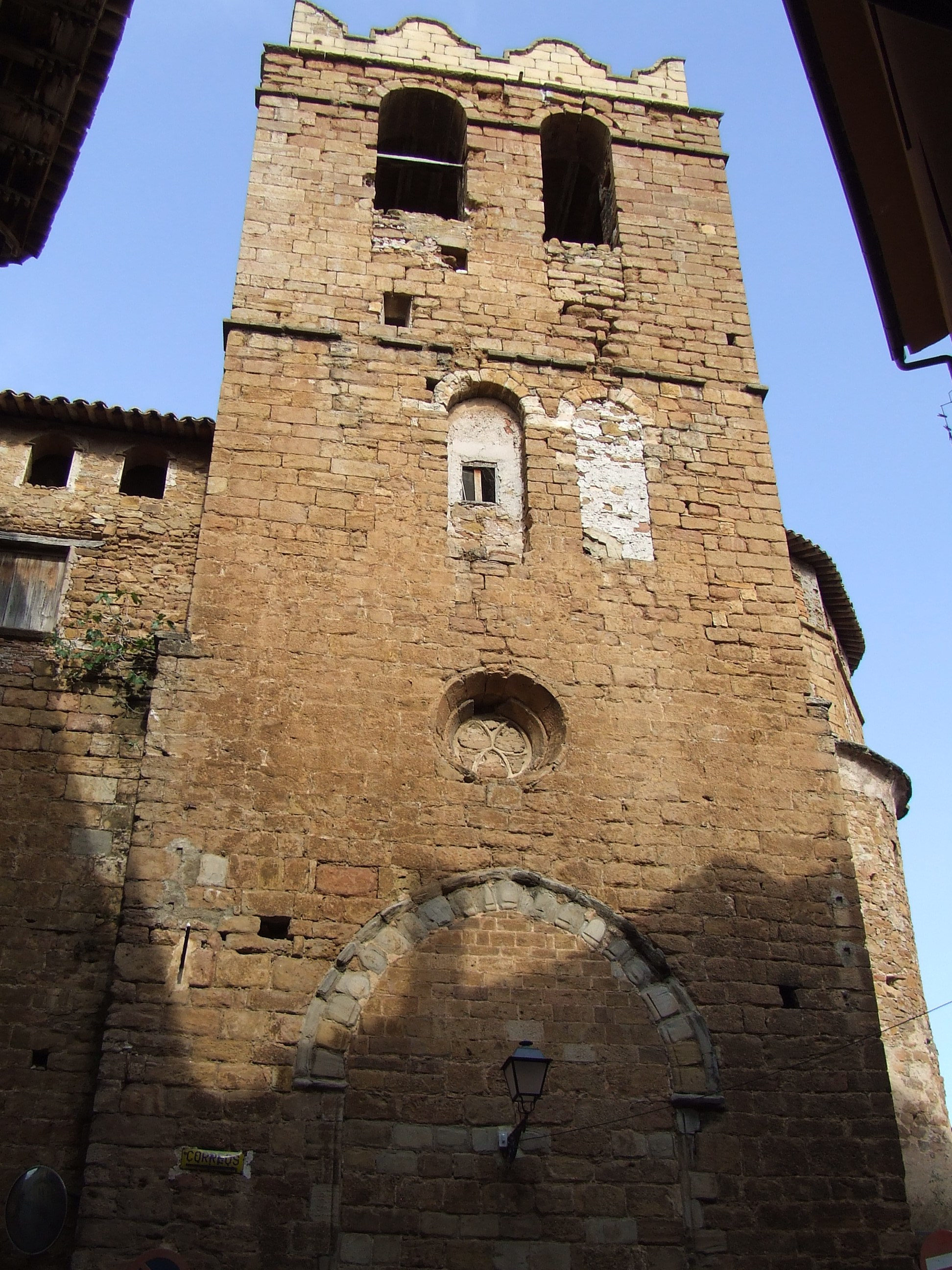
Chiesa di Sant Martí